# Witówko
Witówko (deutsch Ittowken, 1938 bis 1945 Ittau) ist ein kleines Dorf in der polnischen Woiwodschaft Ermland-Masuren. Es gehört zur Landgemeinde Jedwabno (1938 bis 1945 Gedwangen) im Powiat Szczycieński (Kreis Ortelsburg).

## Geographische Lage
Witówko liegt in der südlichen Mitte der Woiwodschaft Ermland-Masuren, 35 Kilometer nordöstlich der ehemaligen Kreisstadt Neidenburg (polnisch Nidzica) bzw. neun Kilometer südwestlich der heutigen Kreismetropole Szczytno (deutsch Ortelsburg).
|  |

## Geschichte

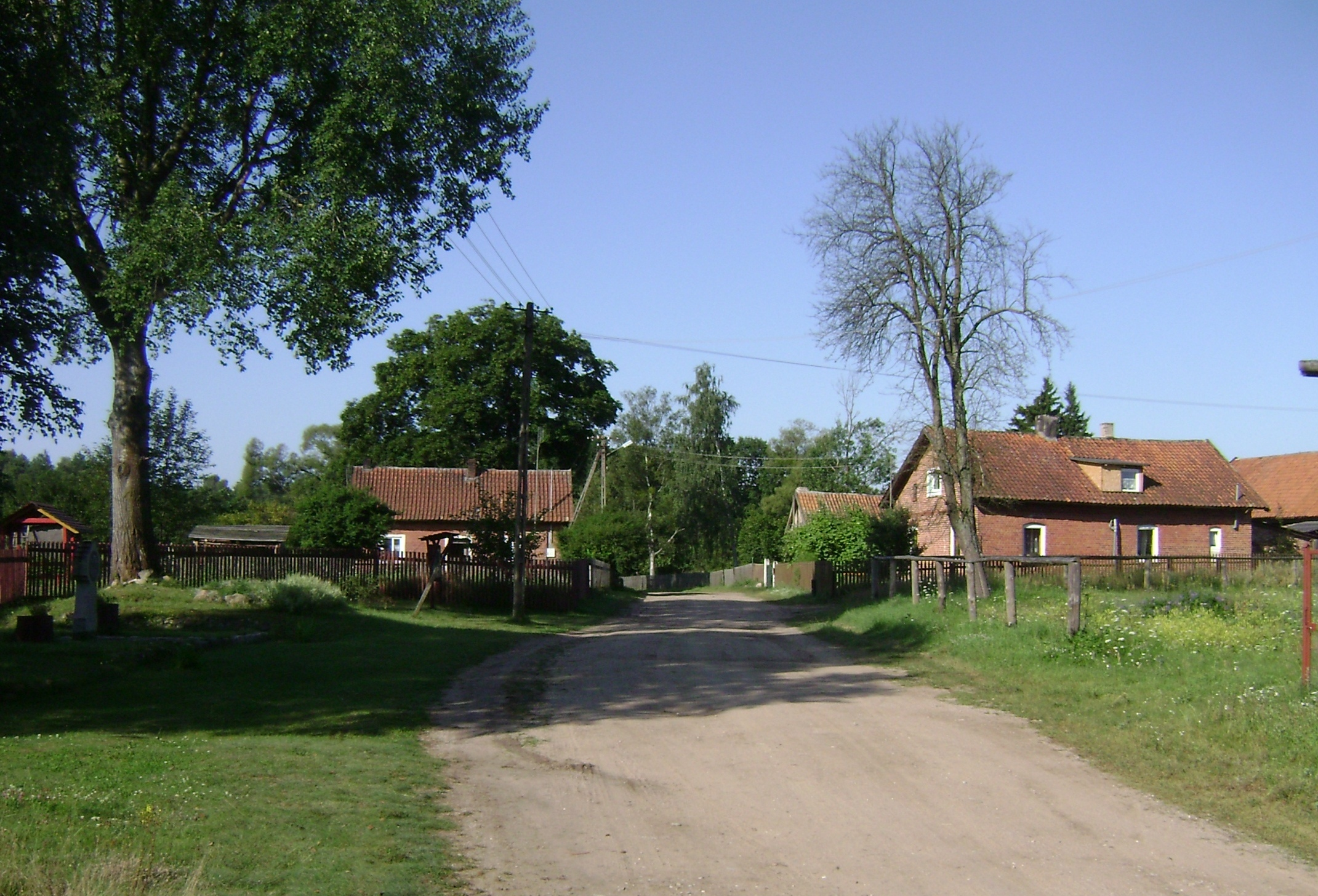
Dorfstraße in Witówko

Das kleine Dorf mit späterer – zum Staatsforst Grüneberge –  gehörender Försterei entstand im Jahre 1701. Die Landgemeinde Ittowken wurde 1874 in den neu errichteten Amtsbezirk Burdungen (polnisch Burdąg) eingegliedert, der bis 1945 bestand und zum ostpreußischen Kreis Neidenburg gehörte. 317 Einwohner zählte das Dorf im Jahre 1910, im Jahre 1933 waren es bereits 356.
Am 3. Juni – amtlich bestätigt am 16. Juli – 1938 wurde Ittowken aus politisch-ideologischen Gründen der Abwehr fremdländisch erscheinender Ortsbezeichnungen in „Ittau“ umbenannt. Die Zahl der Einwohner verringerte sich bis 1939 auf 334.
In Kriegsfolge wurde Ittau 1945 mit dem gesamten südlichen Ostpreußen an Polen überstellt. Das Dorf erhielt die polnische Namensform „Witówko“. Es ist heute als Sitz eines Schulzenamtes (polnisch Sołectwo) eine Ortschaft im Verbund der Landgemeinde Jedwabno (1938 bis 1945 Gedwangen) im Powiat Szczycieński (Kreis Ortelsburg), bis 1998 der Woiwodschaft Olsztyn, seither der Woiwodschaft Ermland-Masuren zugeordnet.

## Kirche
Ittowken resp. Ittau war bis 1945 in die evangelische Kirche Neuhof (Kreis Neidenburg) in der Kirchenprovinz Ostpreußen der Kirche der Altpreußischen Union sowie in die römisch-katholische Pfarrkirche Jedwabno im damaligen Bistum Ermland eingepfarrt.
Heute gehört Witówko katholischerseits zur St.-Adalbert-Kirche Nowy Dwór im jetzigen Erzbistum Ermland, evangelischerseits zur Pfarrei Jedwabno in der Diözese Masuren der Evangelisch-Augsburgischen Kirche in Polen.

## Verkehr

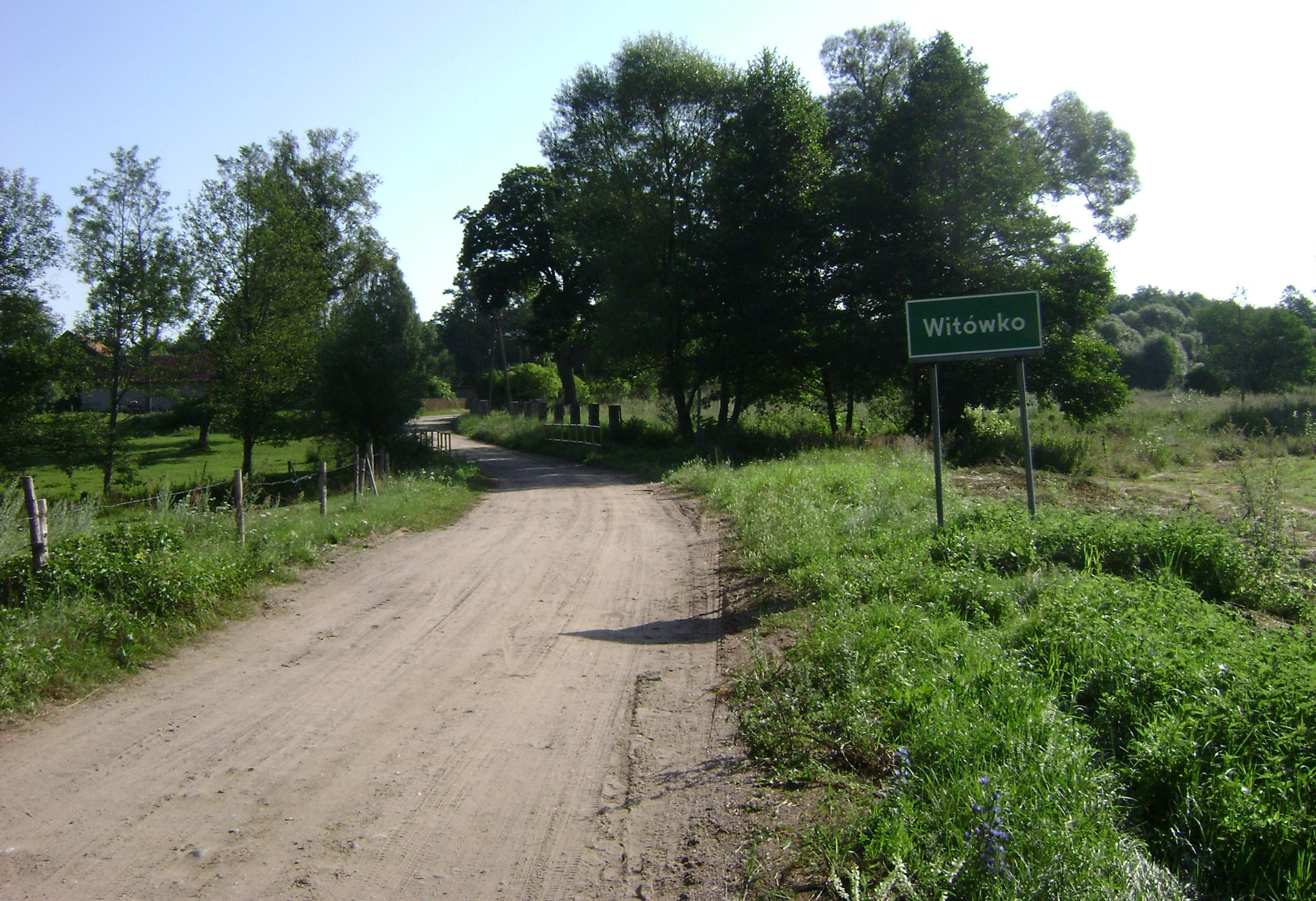
Ortseinfahrt Witówko

Witówko ist Endpunkt einer Nebenstraße, die bei Warchały (Warchallen) von der Landesstraße 58 abzweigt und direkt in den Ort führt. Eine Anbindung des Dorfs an den Bahnverkehr besteht nicht.